# Sarcographa labyrinthica
Sarcographa labyrinthica är en lavart som först beskrevs av Erik Acharius, och fick sitt nu gällande namn av Johannes Müller Argoviensis. Sarcographa labyrinthica ingår i släktet Sarcographa och familjen Graphidaceae.   Inga underarter finns listade i Catalogue of Life.